# تومي فالنتاين
تومي فالنتاين (بالإنجليزية: Tommy Valentine)‏ هو لاعب غولف أمريكي، ولد في 21 أكتوبر 1949 في أتلانتا في الولايات المتحدة، وتوفي في 12 يوليو 2014 بسبب سرطان.